# У топці
У то́пці (англ. Boiler Room, букв. «Котельня», «Бойлерна») — трилер Бена Янгера 2000 року. Ідея для фільму з'явилася у режисера на основі власного досвіду, коли він на був на співбесіді в компанію, яка виявилась фінансовою пірамідою.
Стрічка була номінована на декілька нагород. Зокрема на фестивалі американського кіно в Довілі фільм «У топці» отримав спеціальний приз журі.

## У ролях
- Джованні Рібізі — Сет Девіс
- Він Дізель — Кріс Варік
- Ніа Лонг[en] — Еббі Галперт
- Ніккі Кетт[en] — Ґреґ Вайнстайн
- Скотт Каан — Річі О'Флаерті
- Рон Ріфкін[en]— суддя Март Девіс
- Джеймі Кеннеді — Адам
- Тейлор Ніколс[en] — Гаррі Рейнард
- Білл Сейдж[en] — агент Дрю
- Том Еверетт Скотт — Майкл Брентлі
- Бен Аффлек — Джим Янг

## Сюжет
Дія починається в 1999 році. Сет Девіс — 19-річний хлопець, якого вигнали з коледжу, живе і керує прибутковим, але підпільним казино, розташованим у його квартирі. Його батько, суддя Марті Девіс, не схвалює підпільну діяльність сина, боячись, що це може коштувати йому посади. Сподіваючись, що батько змінить своє ставлення до нього, Сет приєднується до брокерської фірмі «JT Marlin» після того, як до нього в казино прийшов співробітник цієї фірми Грег Ванштейн із пропозицією стати його учнем.
Прибувши в «JT Marlin», Сет відвідує групову співбесіду і дізнається від Джима Янга, одного із співзасновників фірми, про методи продажів акцій («холодні дзвінки»), і Сет приєднується як стажист-маклер, поки не закриє певну кількість рахунків і не складе спеціальний тест для самостійної роботи. Брокери люблять цитувати інсайдера-трейдера Гордона Гекко з фільму «Волл-стріт», уважаючи його зразком для наслідування. Незабаром у Сета починається роман з Еббі Галперт, секретаркою і колишньою дівчиною Грега.
Поступово Сет дізнається, що «JT Marlin» — брокерська фірма, що спеціалізується на біржових акціях, яка управляє за схемою маніпулятивного підвищення курсу («накачування») на ринку цінних паперів з наступним обвалом («скидання»), використовуючи своїх брокерів для створення штучного попиту на акції компаній із закінченим терміном дії, або підроблених компаній і спекулятивних копійчаних акцій. Після накачування ціни акцій засновники фірми на прибуток від продажів купують законні акції. Тим часом ціна акцій різко падає, і в результаті чого інвестори втрачають свої інвестиції. Агенти ФБР, які розслідують діяльність фірми, вирішили переслідувати Сета, сподіваючись зробити його своїм інформатором.
Сет здає «іспит 7-ї серії» і стає брокером. Потім він зв'язується з Гаррі Рейнардом, менеджером із закупівель компанії з виробництва продуктів для гурманів. Гаррі неохоче поступається після брехні Сета про те, що акції гарантовано виростуть в ціні; Сет продає йому 100 акцій по 8 доларів кожна. Коли вартість акцій падає, Гаррі передзвонює, щоб з'ясувати причину обвалу, але Сет переконує його купити більше непотрібних акцій. Ринок у кінцевому підсумку обвалюється, що вартує Гаррі всіх сімейних заощаджень.
Відчуваючи себе винуватим за шахрайство з Гаррі, Сет вирішує закрити фірму. Потім Марті відрікається від нього, звинувачуючи його в руйнуванні життя людей. Сет продовжує розслідування, виявляючи, що засновники фірми вже готуються ліквідувати «JT Marlin», знищити записи і розірвати зв'язки зі своїми співробітниками, щоб перейменувати і почати свою схему під новим ім'ям, залишаючи своїх жертв перед тривалою судовою тяганиною без особливої надії повернути свої гроші. Сет з'являється в офісі свого батька і зі сльозами на очах пояснює, що закрив своє казино і зайнявся вкрай злочинною роботою, яку він уважав законною, щоб отримати схвалення своєї сім'ї. Потім він просить, щоб його батько допоміг йому в схемі первинної публічної пропозиції (ППП), щоб довести до банкрутства фірму, сподіваючись, що його дії, хоча і незаконні, повернуть достатньо грошей жертвам. Хоча Марті спочатку відмовляється через ризик утратити посаду судді, він дзвонить Сету наступного дня, помирившись із ним і пропонуючи допомогти зі схемою.
Сет в кінцевому підсумку заарештований ФБР разом із батьком за порушення численних правил торгівлі цінними паперами на біржах, оскільки бюро виявило їхню схему із записаної на плівку телефонної розмови. ФБР пропонує йому федеральний імунітет, якщо він погодиться дати свідчення проти «JT Marlin», і загрожує притягнути до відповідальності Марті, щоб забезпечити співпрацю Сета. Сет стверджує, що він дасть свідчення проти фірми і надасть переконливі докази їхньої незаконної практики, тільки якщо його батько буде звільнений. Він і агенти домовляються про це.
Сет повертається на роботу наступного дня і виконує інструкції ФБР, щоб зробити копії інвестиційних файлів на дискету для використання як доказ. Перед від'їздом Сет намагається повернути гроші Гаррі. Він бреше Майклу Брентлі, засновнику компанії, пояснюючи, що фірма може втратити багато грошей, відмовившись продовжувати вести справи з Гаррі Рейнардом, якого Сет уважає важливою перспективою для компанії. Брентлі погоджується запропонувати йому акції наступної ППП із застереженням, що він не може продати акції, поки фірма не розпродасть їх. Щоб продати акції за спиною Майкла, Сету потрібна квитанція, підписана старшим брокером, але його безпосередній керівник, Грег, прямо заявив, що ніколи не схвалить операцію. Він шукає підписи у Кріса Варіка (Дизель), розповівши йому правду про переслідування ФБР, і пояснивши, що він може допомогти потерпілому інвестору повернути свої гроші і виправдати себе перед судом. Кріс неохоче погоджується і покидає будівлю в останній момент, намагаючись сховатися від федерального переслідування. Сет виходить до своєї машини, думаючи, що тепер робити зі своїм життям. Коли він їде на своїй машині, кілька машин ФБР, автобусів і евакуаторів в'їжджають на стоянку, агенти готуються до штурму будівлі і арешту співробітників «JT Marlin».

## Відгуки
Фільм отримав змішані відгуки. Rotten Tomatoes дав оцінку 66% на основі 104 відгуків. Metacritic — 63% на основі 34 відгуків. Загалом критики схвально відгукуються про фільм. Із недоліків акцентують увагу на тому, що картині не вистачає гостроти. 